# Follow Me Home (Sugababes)
Follow Me Home è un singolo del gruppo musicale pop britannico Sugababes, pubblicato il 5 giugno 2006 dall'etichetta discografica Island.
La canzone, scritta dalle Sugababes insieme a Karen Poole, Jonathan Lipsey e J. Shawn e prodotta da Jony Rockstar, è stata estratta come quarto singolo del quarto album del gruppo, Taller in More Ways.

## Storia
La canzone è stata co-scritta da Keisha Buchanan, Heidi Range e Mutya Buena con il musicista britannico Karen Poole (più noto per aver lavorato con le Girls Aloud e le Atomic Kitten, e con le Sugababes nel singolo Caught in a Moment), Jeremy Shaw e Jonathan Lipsey (che ha anche co-scritto il singolo di debutto del gruppo, Overload) e prodotta da Jony Rockstar. Dato che la canzone è una ballata, originalmente il sottofondo era eseguito da un'orchestra condotta da Chris Elliott.
Il testo della canzone parla di proteggere e rassicurare la persona che ami. L'influenza principale fu la figlia di cinque mesi di Mutya Buena, Tahlia; questa influenza ha portato a dire che ha "cambiato in meglio le dinamiche della band", in aggiunta al senso di appartenenza dato alla Buena per averla dedicata a sua figlia. La copertina del singolo fu rivelata il 26 aprile 2006 e comprende la sostituta della Buena, Amelle Berrabah.
Inizialmente, il quarto singolo di Taller in More Ways doveva essere Gotta Be You, dopo che questa notizia fu riportata sul sito della BBC; invece fu smentita da Keisha Buchanan nel marzo del 2006 durante il "Taller In More Ways Tour", quando rivelò che il quarto singolo dell'album sarebbe stato Follow Me Home.

## Video musicale
il video per Follow Me Home fu diretto da Toby Tremlett, che aveva già lavorato col gruppo per il video di Ugly. È stato girato in Repubblica Ceca e presentato il 30 aprile 2006.
È ambientato a Varsavia durante la Guerra fredda, e mostra il gruppo interpretare le parti di tre donne che manipolavano i militari per estrapolarne segreti. Le Sugababes hanno voluto adottare una diversa angolatura invece del solito video da ballato, per mostrare così un significato diverso della canzone. Mentre non c'è una storia di fondo, il video adotta uno stile cupo, riflettendo la tristezza che riflette il testo della canzone. Le ragazze indossano vestiti degli anni 70 e 80 ed il video è stato girato in un hotel (che era stato costruito apposta per i leader del periodo storico).

## Polemiche
Follow Me Home fu circondato da polemiche, in quanto i fan erano contrari alla pubblicazione della canzone come singolo dopo l'uscita di Mutya Buena dal gruppo.
I fan non mandarono giù il fatto che la canzone era stata scritta dalla Buena e dedicata a sua figlia - e che Amelle Berrabah aveva poi registrato nuovamente le sue parti. Così la maggior parte dei fan pensarono che ciò fosse ingiusto e boicottarono il singolo. Proprio per questo Follow Me Home divenne il singolo delle Sugababes con la minor posizione nelle classifiche, arrivando trentaduesima in Regno Unito.
Follow Me Home fu successivamente esclusa dal greatest hits del gruppo, Overloaded: The Singles Collection, a causa delle polemiche causate e dalle basse posizioni.

## Tracce e formati
- CD1 Maxi-Single[10]
(CIDX936,985682-4, Released: June 5, 2006)

1. "Follow Me Home" (Radio Edit) - 3:23
2. "Red Dress" (Kardinal Beats Remix) - 3:48
3. "Follow Me Home" (Soul Seekerz Vocal Mix) - 6:53
4. "Follow Me Home" (Music Video) - 3:23

- CD2 Single[11]
(CID936,985682-3, Released: June 5, 2006)

1. "Follow Me Home" (Album Version) - 3:58
2. "Living for the Weekend" (Live Radio 1 Session) - 3:11

- 12" Single[12]
(12SUGA15, Released: 2006)

1. "Follow Me Home" (Soul Seekerz Remix) - 6:53
2. "Follow Me Home" (Kardinal Beats Remix) - 3:48
3. "Follow Me Home" (Soul Seekerz Vocal Mix) - 6:53
4. "Follow Me Home" (Acappella) - 3:35

- Digital Single[13]
(Released: June 5, 2006)

1. "Follow Me Home" (Radio Edit) - 3:23
2. "Red Dress" (Kardinal Beats Remix) - 3:48
3. "Follow Me Home" (Soul Seekerz Vocal Mix) - 6:53

## Classifiche
| Classifica (2006) | Posizione raggiunta |
| ----------------- | ------------------- |
| Irlanda           | 25                  |
| Regno Unito       | 32                  |

## Crediti
- Writers: Heidi Range, Jeremy Shaw, Jonathan Lipsey, Karen Poole, Keisha Buchanan, Mutya Buena
- Producer: Jony Rockstar
- Additional Vocal Production: Mike Stevens
- Mixers: Jeremy Wheatley, Richard Edgeler
- Mixed At: Twenty-One Studios, Londra
- Song Programming: Brio Taliaferro
- Music Video Director: Toby Tremlett
- Drum & Bass Programming: Jony Rockstar

- Orchestra Conductor: Chris Elliott
- Orchestra Leader: Gavin Wright
- Orchestra Contractor: Isobel Griffiths
- Keyboard: Jeremy Shaw
- Guitar: Jeremy Shaw, Brio Taliaferro
- Original Vocals: Heidi Range, Keisha Buchanan, Mutya Buena
- Re-recorded Vocals: Amelle Berrabah, Heidi Range, Keisha Buchanan

Fonte: